# June Knight
Pour les articles homonymes, voir Knight.
June Knight, née Margaret Rose Valliquietto le 22 janvier 1913 Los Angeles et morte le 16 juin 1987 dans la même ville, est une actrice de théâtre et de cinéma, également chanteuse.

## Biographie
Née à Los Angeles, elle souffre de la tuberculose alors qu'elle n'avait que 4 ans, et n'a pas pu marcher avant l'âge de 5 ans. Elle commence à chanter et à danser pour des publicités à l'âge de 10 ans.
À 18 ans elle apparaît en tant que Ziegfeld Girl, puis enchaîne avec quatre spectacles à Broadway,  Take A Chance (1932), Jubilee (1935), The Would-Be Gentleman (1946) et Sweethearts (1947). Elle apparaît dans 12 films entre 1930 et 1940, le plus notable étant Broadway Melody of 1936, dans lequel elle chante I've Got a Feelin' You're Foolin' avec Robert Taylor.
Elle meurt en 1987 des suites d'un accident vasculaire cérébral. Elle est enterrée au Valhalla Memorial Park Cemetery. Elle a son étoile sur le Hollywood Walk of Fame.

## Filmographie

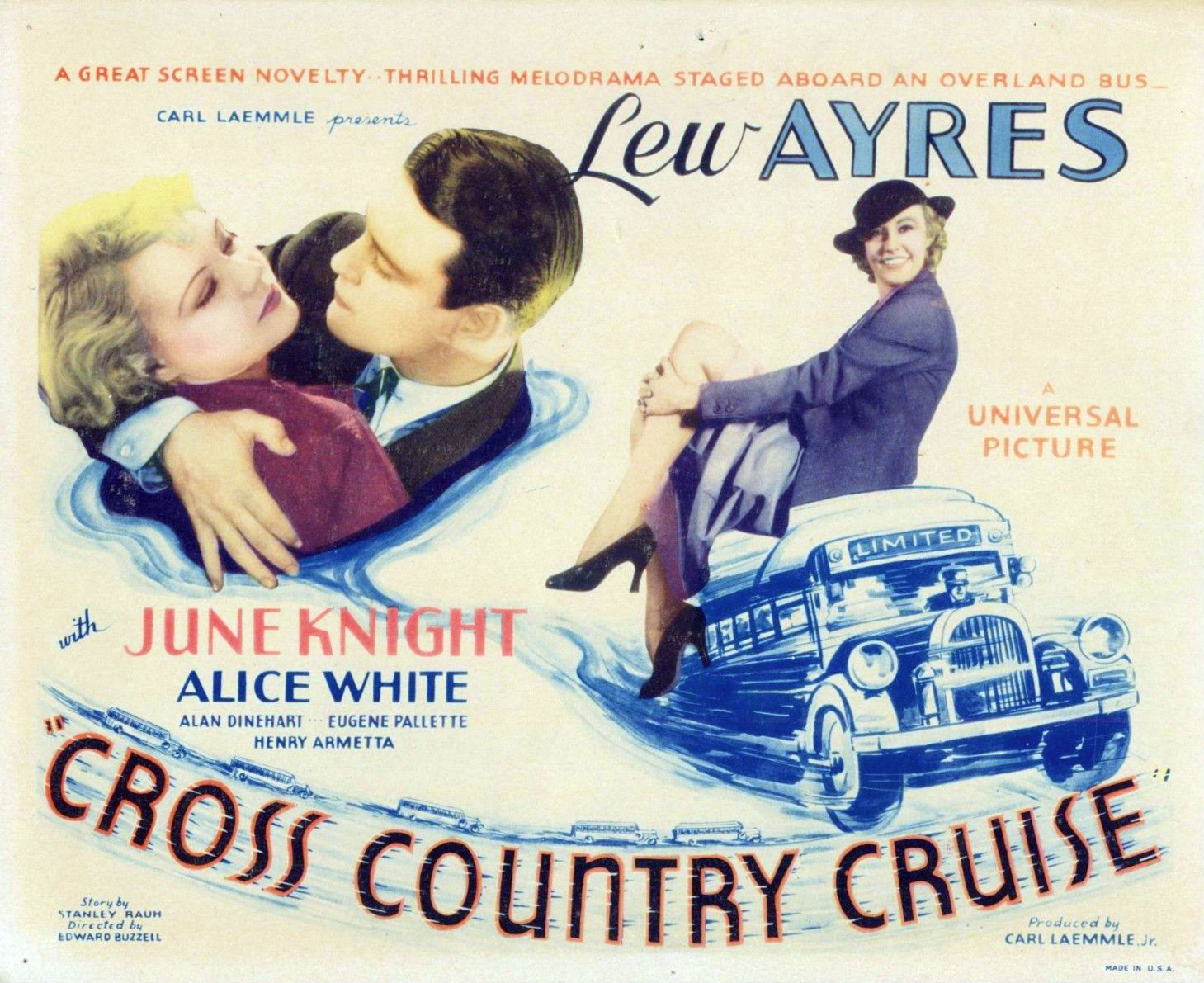
June Knight à l'affiche de Cross Country Cruise (1934)

- 1930 : Madam Satan : Zeppelin Reveler
- 1933 : Les femmes ont besoin d'amour (Ladies Must Love) : Jeannie Marlow
- 1933 : Take a Chance : Toni Ray
- 1934 : Cross Country Cruise : Sue Fleming
- 1934 : Gift of Gab : Lottie Von Pepper
- 1934 : Wake Up and Dream : Toby Brown
- 1935 : Broadway Melody of 1936 : Lillian Brent
- 1935 : Redheads on Parade : Chorus Redhead
- 1937 : The Lilac Domino : Shari de Gonda
- 1938 : Fausses Nouvelles (Break the News) : Grace Gatwick
- 1938 : Vacation from Love : Flo Heath, chanteuse
- 1940 : The House Across the Bay : Babe